# Jesu (musikgrupp)
Jesu är ett engelskt band som grundades 2003 av Justin Broadrick sedan Godflesh upplösts. Deras första album kan beskrivas som doom eller sludge metal med inslag av shoegaze, men med EP:n Silver försvann många av metalelementen, och musiken blev mer upplyftande shoegaze. De har även kategoriserats som post-metal eller post-rock, på grund av användningen av repetition och ambient i ljudbilden.
Jesu har även samarbetat med Swans-vokalisten Jarboe.

## Medlemmar
Nuvarande medlemmar
- Justin Broadrick – gitarr, sång, programmering, basgitarr, trummor (2003–)

Tidigare medlemmar
- Diarmuid Dalton – basgitarr (2004–2007)
- Ted Parsons – trummor, percussion (2004–2007)

Turnerande medlemmar
- Danny Walker – trummor
- Dave Cochrane – basgitarr
- Phil Petrocelli – trummor
- Roderic Mounir – trummor

## Diskografi
Studioalbum
- Jesu (2005)
- Conqueror (2007)
- Infinity (2009)
- Ascension (2011)
- Everyday I Get Closer to the Light from Which I Came (2013)

Samlingsalbum
- Pale Sketches (2007)
- Heart Ache/Dethroned (2010)

EPs
- Heart Ache (2004)
- Silver (2006)
- Sun Down/Sun Rise (2007)
- Lifeline (2007)
- Why Are We Not Perfect? (2008)
- Opiate Sun (2009)
- Christmas (2010)

Singlar
- "Can I Go Now (Gone Version)" (2010)
- "Duchess" / "Veiled" (2012)

Delade album
- Jesu / Eluvium (2007)
- Envy / Jesu (2008)
- Jesu / Battle of Mice (2008)